# Черганово
Черганово е село в Южна България. То се намира в община Казанлък, област Стара Загора.

## География
Разполага се в Казанлъшката котловина, част от Розовата долина. Близо е до река Тунджа и град Казанлък.  Климатът се характеризира с горещо и сухо лято и студена зима. Село Черганово се намира южно от главния път Казанлък – Стара Загора, в равнинната част на Казанлъшката розова долина. Добре развити тук са овощарството, земеделието, и розопроизводството. Животновъдството в селото не е добре развито. И сега, около селото има около 500 декара маслодайни рози и продължават да се засаждат още. Доброто разположение на селото – сред полето с плодородна земя и водни ресурси, свързано с пътища и ЖП линия, в близост до гр. Казанлък е привличало и привлича хора, както от околните села, така и от далечните краища на България.

## История
В северната и южната част от землището на селото се намират няколко тракийски могили, които не се изследвани детайлно. За повече виж статията на Чудомир "В Черганово", в която Иван Коруджиев разказва историята на селото.
Селото е основано в края на 15-ти и началото на 16-ти век. Първо са били създадени два турски чифлика - най-напред е създаден чифликът на Силима, а след това на Мехмед Али бей. Единият е бил на мястото, където сега е ДГ /Детска градина/ Слънчице, а другият - по-надалеч. покрай чифлиците започват да се заселват хората и така постепенно селото се разраства. В началото то носило турското име Джеъргани. На североизток от сегашното село е имало старо българско село, което е просъществувало до края на 16-ти век. То е било унищожено. Хората му се преместили в чифлиците, където си построили дървени къщи. Има легенда, че в края на старото българско село турската власт намерила свой убит служител. За наказание властта наредила селото да плати за убития 3 000 гроша. Предполага се, че тази е причината за разрухата на селото.
Най-старите родове в Черганово са: Коруджиеви, Бурджикови, Коджаиванови, Добреви, Дянови, Райчеви, Милеви, Стайнови и Хаджиеви.
Впоследствие се заселват и други хора от различни краища на България: от крайгранична Тракия – село Дервиш Могила, от високопланинските селища Чифлика, Борущица и др. През 14 в. през земите на селото са пренесени мощите на Св. Петка и затова днес църквата в Черганово се нарича „Св. Петка“. Селото разполага със пощенски клон, който е основан около 1871, като за първи началник на пощата се счита Петкана Тотева Павлова. Селото разполага със училище, основано през 1874. Във селото се намира народно читалище „Антон Страшимиров", което е основано още по времето на турското робство, но е преосновано след Първата световна война 1919 година. Основатели на читалището са били Иван Добрев, Мирчо Славов - убити през войната, Георги Райчев, Георги Турлаков, Петко Златев, Тодор Иванов.

## Население
Численост
Численост на населението според преброяванията през годините:
| \| Година на преброяване \| Численост \| \| --------------------- \| --------- \| \| 1934 \| 956 \| \| 1946 \| 1000 \| \| 1956 \| 1040 \| \| 1965 \| 1073 \| \| 1975 \| 1448 \| \| 1985 \| 1276 \| \| 1992 \| 1216 \| \| 2001 \| 1139 \| \| 2011 \| 972 \| \| 2021 \| 956 \| |           |
| Година на преброяване | Численост |
| 1934 | 956       |
| 1946 | 1000      |
| 1956 | 1040      |
| 1965 | 1073      |
| 1975 | 1448      |
| 1985 | 1276      |
| 1992 | 1216      |
| 2001 | 1139      |
| 2011 | 972       |
| 2021 | 956       |

### Преброяване на населението през 2011 г.
Численост и дял на етническите групи според преброяването на населението през 2011 г.:
Основната етническа група са българите. От 1950 година и след това в селото се заселват основно хора от околните села в Стара планина. На заселниците от Дервишка могила  им казват "корейци", тъй като са пристигнали в селото по време на войната между Южна Корея и Северна Корея. Към 2000 година в селото се заселват няколко семейства българи мохамедани или помаци. В селото има малобройно ромско население.
|                     | Численост | Дял (в %) |
| Общо                | + - 900   | 100       |
| Българи             | + - 872   | + - 89,71 |
| Турци               | + - 20    | + - 2%    |
| Цигани              | + - 53    | + - 5,45  |
| Други               |           |           |
| Не се самоопределят |           |           |
| Неотговорили        | 29        | 2,98      |

## Културни и природни забележителности
Основният поминък в селото е отглеждането на рози, лавандула и тютюн. Полетата с рози около Черганово са много големи и са частни стопанства, но при заявено от гостите желание те могат да участват в розобера и да изживеят всичко, свързано със символа на Казанлък, донесъл световната му слава. 

#### Отглеждане на тютюн
В България тютюн може да се отглежда на определени места, защото растението е много топлолюбиво и поради това се отглежда много на юг – около границата с Турция. Село Черганово е едно от малкото места във вътрешността на България, в което се отглежда тютюн и по-конкретно сорта Вирджиния. 
Край селото има два водопада единият е „Дива Теменуга", който се намира в местността Кара-кос, а другият се казва РОЗА СЕЛЕКТ, който за разлика от „Дива Теменуга" не следва естествен път на водоизточник и е непотребен, намира се до църквата. 
Иконостасът на църквата „Света Петка“ („Света Параскева“) е дело на дебърски майстори от рода Филипови.
Църквата е забележителна не само с факта че е над 100 г., но и с факта, че е издигната в чест на Св. Петка, чийто мощи вероятно са престояли една нощ на мястото, на което е възникнало по-късно селото. По традиция там, където нощуват мощите на светец, трябва да се построи църква.

Провежда се фолклорен фестивал „От Лазаровден до Гергьовден“ https://knews.bg/za-prav-pat-v-kazanlashkoto-selo-cherganovo-folkloren-festival-ot-lazarovden-do-gergovden/?fbclid=IwY2xjawF7BntleHRuA2FlbQIxMQABHQ5ZEd46w0R30hUsBZdTC_v7OjfbHOAN-MN9l4qOjHtiaD8fev41geZa_Q_aem_6KGWgPL0_tWUinE_q6nH1Q

## Заслуги
Д-р Пенка Николова Яръмлъкова е специалист по кардиология (сърдечни болести) и автор на книги. Лекар, с многобройни научни приноси в медицината.
Жители на селото са жертвали живота си през различните войни.

#### Балканската война/1912 – 1913 г./
1. Мирев М. Славов - подофицер
2. Коев Р. Иванов - ефрейтор
3. Мирчев Ив. Милчев - редник
4. Генчев Т. Станчев - редник
5. Генчев Ив. Станчев - редник
6. Бакоев Хр. Тодоров - редник
7. Желев Р. Иванов - редник
8. Мирев М. Станев - редник
9. Караколев П. Николов - редник

#### Първата световна война/1914 - 1918 г./
1. Койнов П. Стойчев - редник
2. Косьов Н. Колев - редник
3. Минчев М. Иванов - редник
4. Гегов Ив. Гегов - редник
5. Минев М. филипов - редник
6. Барабонков Р. Петров - редник
7. Белчев Н. Христов - редник
8. Колю Върбанов - редник
9. Османлиев Н. Калчев - редник
10. Златев Ив. Златев - редник
11. Тотев Т. Иванов - редник
12. Дончев К. Михалев - редник
13. Овчаров К. Милев - редник
14. Тенев Ив. Стефанов - редник
15. Карагеоргиев Георги - редник
16. Костов Георги - редник
17. Мирев Хр. Станев - редник
18. Орешков К. Кънев - подпоручик
19. Мирев Ив. Славов - фелдфебел
20. Коев Хр. Николов - редник
21. Велков Ц. Цветков - ст. подофицер
22. Коджаиванов Н. Неделчев - мл. подофицер
23. Петко Коруджиев - подофицер
24. Бъчваров Г. Златев - мл. подофицер
25. Костов Б. Ненов - редник
26. Минчев Ив. Шинев - редник

#### Отечествената война- септември 1944 г.
1. Демерджиев Неделчо Христов - подпоручик
2. Раднев Шиню Белчев - ст. подпоручик
3. Терзиев Иван Христов - редник
4. Беливанов Велко Славов - редник

## Редовни събития
- 14 октомври – Празник на селото